# Madison Beer
Madison Beer (* 5. března 1999 Jericho, New York, New York, USA) je americká zpěvačka a textařka. Hudební kariéru začala ve věku 13 let, když Justin Bieber tweetoval ohledně jejího coveru, který umístila na YouTube. Následně podepsala nahrávací smlouvu s Island Records a začala nahrávat a vydávat singly. V únoru 2018 vydala své debutové EP As She Pleases. Následující rok podepsala nahrávací smlouvu s Epic Records kvůli plánům na vydání svého debutového alba Life Support, které vyšlo 26. února 2021. V roce 2024 měla velkou tour The Spinnin Tour a zavítala i do Prahy.

## Diskografie
- Life Support (2021)

### EP
- As She Pleases (2018)